# Crubixá (Alfredo Chaves)
Crubixá é um distrito do município brasileiro de Alfredo Chaves, no interior do estado do Espírito Santo. Segundo o censo demográfico de 2022, realizado pelo Instituto Brasileiro de Geografia e Estatística (IBGE), sua população era de 956 habitantes e havia 376 domicílios particulares permanentes ocupados.Está situado na região oeste do município.
Foi criado antes de 1911, quando se chamava São João. Foi renomeado para Crubixá pelo decreto-lei estadual nº 15.177 de 31 de dezembro de 1943.